# آرتاشافان (آراغاتسوتن)
مدينة آرتاشافان (بالإنجليزية: Artashavan)‏ هي إحدى المدن التابعة لمقاطعة آراغاتسوتن في أرمينيا. يقدر عدد سكانها بـ 716 نسمة حسب الإحصاء الذي جرى عام 2011.

## معرض صور

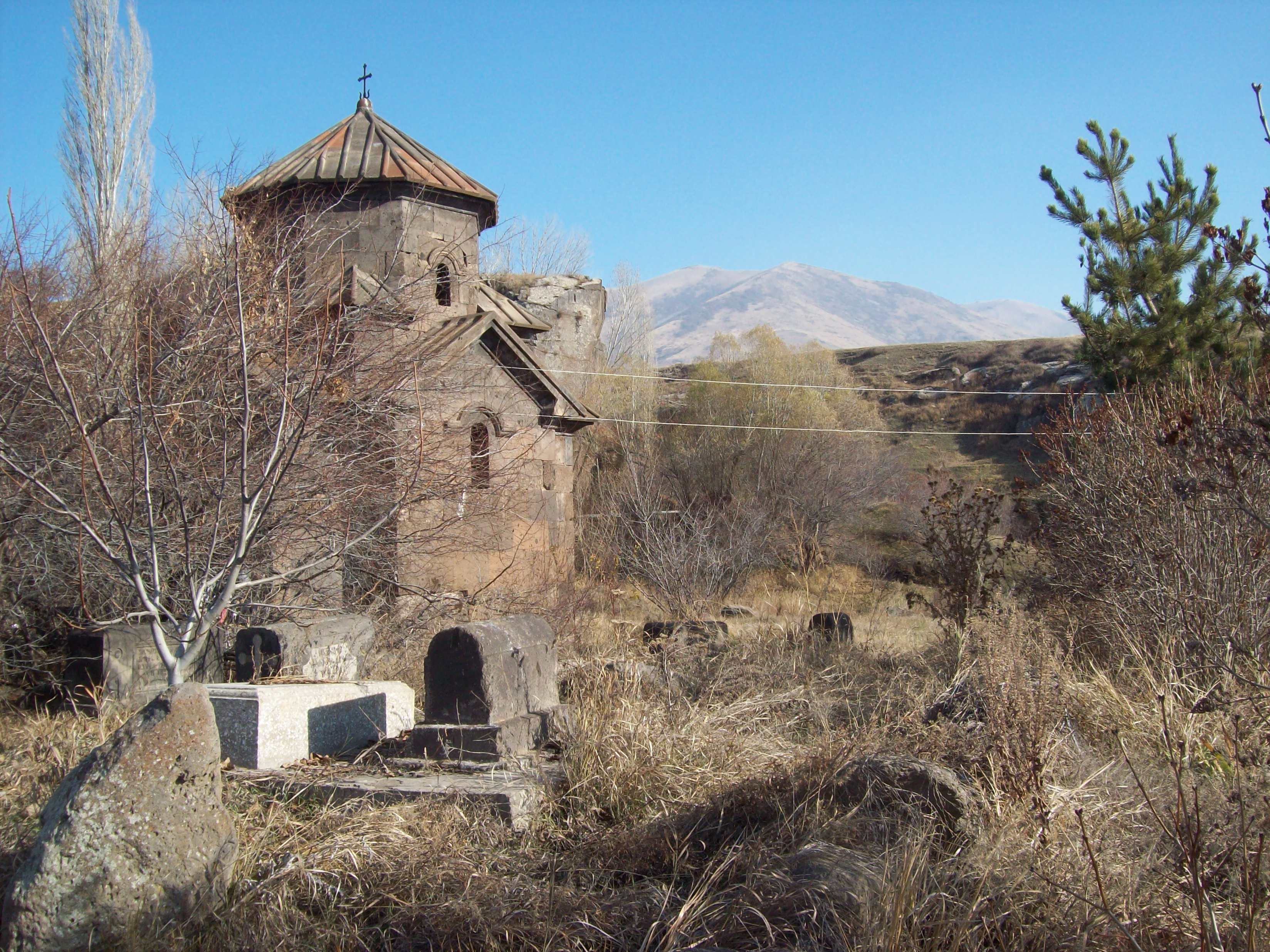
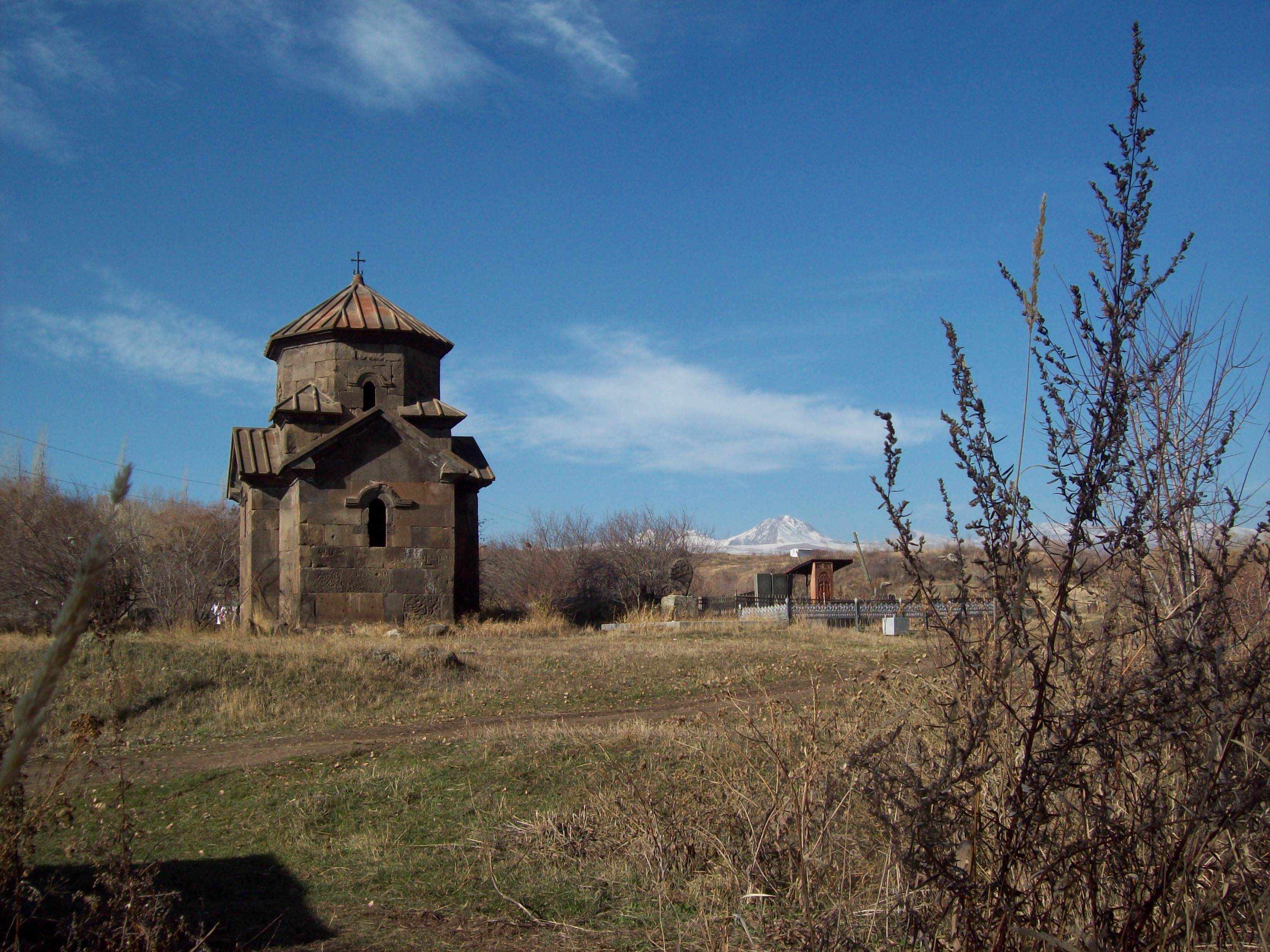
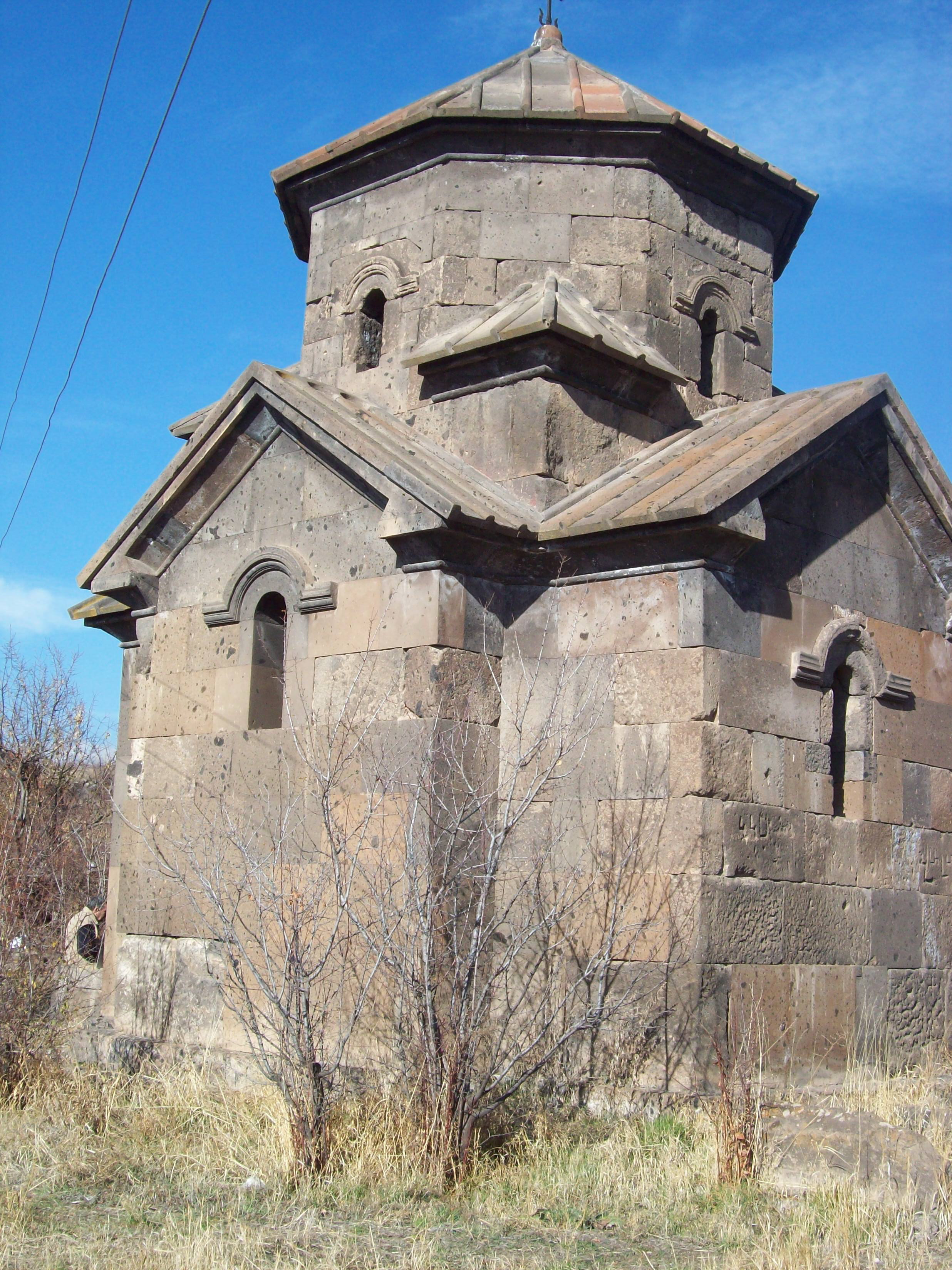
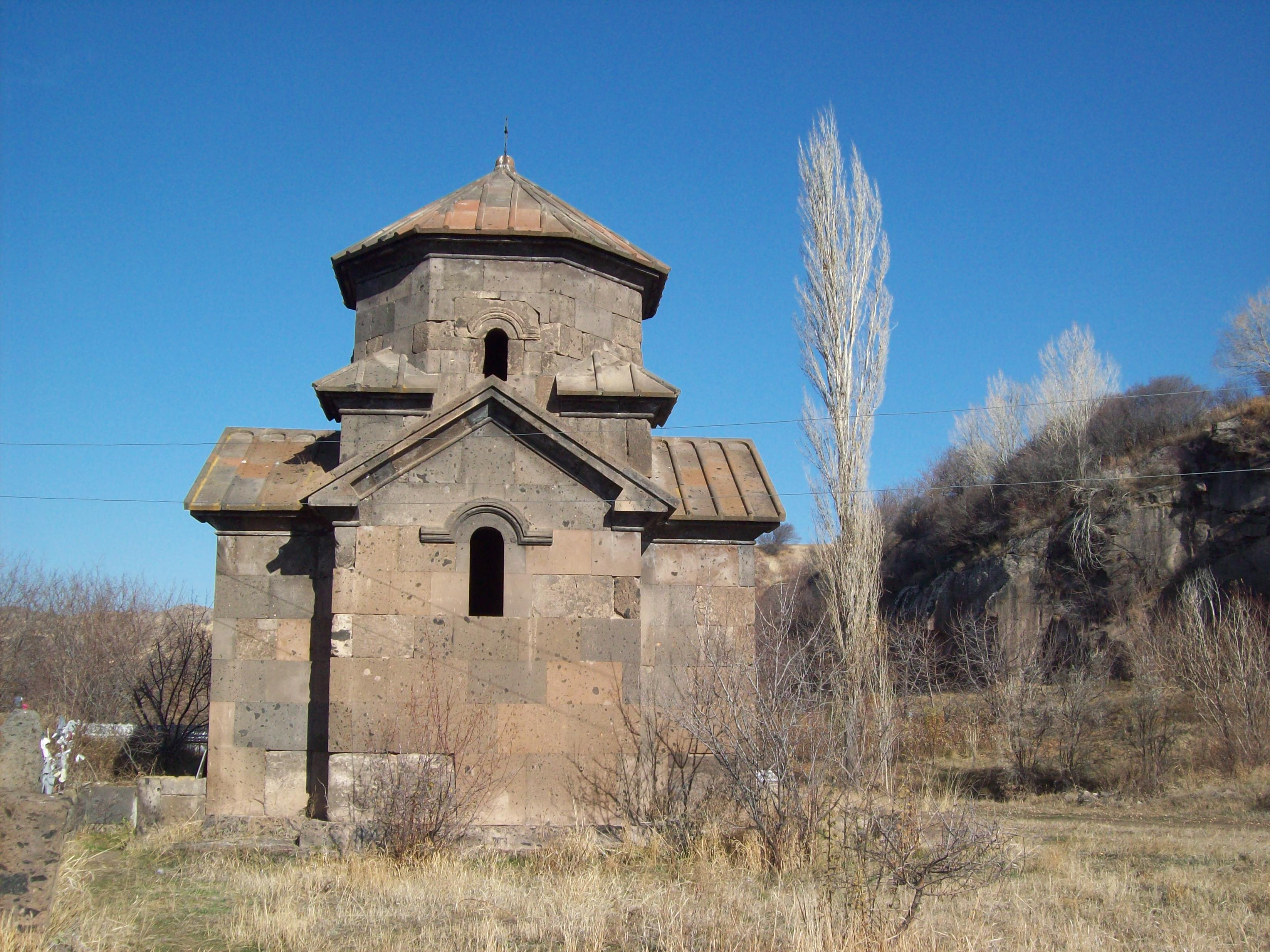